# 4 février 2016
Le jeudi 4 février 2016 est le 35e jour de l'année 2016.

## Décès
- Axl Rotten (né le 21 avril 1971), catcheur américain
- Dave Mirra (né le 4 avril 1974), pilote de BMX américain
- Edgar Mitchell (né le 17 septembre 1930), astronaute américain
- Galina Leontyeva (née le 6 novembre 1941), joueuse de volley-ball soviétique
- Jimmie Haskell (né le 7 novembre 1926), compositeur américain de musiques de films
- Katie May (née le 16 mars 1981), mannequin et femme d'affaires américaine
- La Velle (née le 22 mai 1944), chanteuse américaine de jazz, gospel et rhythm and blues
- Pierre Sineux (né le 25 avril 1961), historien français
- Sonia Borg (née le 20 février 1931), scénariste australienne
- Ulf Söderblom (né le 5 février 1930), chef d'orchestre finlandais

## Événements
- Sortie du jeu vidéo Adventures of Mana
- Sortie du jeu vidéo Agatha Christie: The ABC Murders
- Sortie du jeu vidéo Naruto Shippūden: Ultimate Ninja Storm 4
- Sortie du film d'animation franco-belge Robinson Crusoé
- Sortie du film d'horreur américain The Forest
- Création de la ville métropolitaine de Cagliari